# Agrostis abakanensis
Agrostis abakanensis é uma espécie de gramínea do gênero Agrostis, pertencente à família Poaceae.